# No no nanananoka
No no nanananoka (野のなななのか, No no nanananoka) comercialitzada amb el títol anglès de Seven Weeks, és una pel·lícula dramàtica japonesa, produïda el 2014, dirigida per Nobuhiko Obayashi. La pel·lícula és protagonitzada per Tōru Shinagawa, Takako Tokiwa, Tokie Hidari, Takehiro Murata, Yutaka Matsushige, Shunsuke Kubozuka, Saki Terashima i Hirona Yamazaki. El guió d'Obayashi i Tadashi Naito es va basar en la història de Koji Hasegawa. Els residents de la petita ciutat del nord d'Ashibetsu, on es va ambientar la pel·lícula, van ajudar a finançar-la.

## Trama
La pel·lícula examina qüestions com la responsabilitat del Japó en temps de guerra, l'actual problema nuclear i el romanç. El director, Nobuhiko Obayashi, s'ha referit a la pel·lícula com "Guernica en imatges en moviment". La història de la pel·lícula segueix el funeral de Mitsuo Suzuki, interpretat per Toru Shinagawa, on la família, inclosa la seva germana Eiko (Tokie Hidari); néts Fuyuki (Takehiro Murata), Haruhiko (Yutaka Matsushige), Akito (Shunsuke Kubozuka), Kanna (Saki Terashima); i la seva besnéta Kasane (Hirona Yamazaki) es reuneixen per parlar de la seva mort. Gran part de la pel·lícula se centra en els flashbacks de la joventut de Suzuki i cobreix la història de la ciutat d'Ashibetsu durant la dècada de 1930. La pel·lícula travessa les històries d'una dotzena de personatges diferents, de dècades diferents.

## Repartiment
- Tōru Shinagawa
- Takako Tokiwa
- Tokie Hidari
- Takehiro Murata
- Yutaka Matsushige
- Shunsuke Kubozuka
- Saki Terashima
- Hirona Yamazaki.

## Producció
TEls residents de la petita ciutat del nord d'Ashibetsu, on es va ambientar la pel·lícula, van ajudar a finançar la pel·lícula, cosa que va fer que la pel·lícula tingués un petit pressupost